# Disfunció del node sinusal
La disfunció del node sinusal (DNS), també coneguda com a síndrome del sinus malalt (SSM), és un grup de ritmes cardíacs anormals (arrítmies) generalment causades per un mal funcionament del node sinusal, el marcapassos primari del cor. La síndrome de taquicàrdia-bradicàrdia és una variant de la síndrome del sinus malalt en què l'arrítmia alterna entre ritmes cardíacs ràpids i lents.